# Arbostola adrana
Arbostola adrana är en fjärilsart som beskrevs av Druce 1889. Arbostola adrana ingår i släktet Arbostola och familjen nattflyn. Inga underarter finns listade i Catalogue of Life.